# Takashi Koizumi
Takashi Koizumi (小泉尧史 Koizumi Takashi?, n. 6 noiembrie 1944, Mito, Japonia) este un regizor de film japonez, cunoscut pentru colaborarea sa cu cineastul Akira Kurosawa.

## Biografie
S-a născut în 1944 și a studiat la Universitatea Waseda. Takashi Koizumi l-a cunoscut pe Akira Kurosawa în 1970, când a fost angajat de compania de producție independentă Yonki no Kai (Clubul celor patru cavaleri), fondată de Kurosawa împreună cu Masaki Kobayashi, Kon Ichikawa și Keisuke Kinoshita. A devenit un ucenic al lui Kurosawa și a lucrat ca regizor asistent la documentarul TV Cântecul calului. A colaborat în acea perioadă ca fotograf la filmele regizate de Ichigawa, Kinoshita, Kōzaburō Yoshimura și alții.
Koizumi l-a însoțit pe Kurosawa în Uniunea Sovietică pentru filmarea coproducției Vânătorul din taiga (1975) și apoi a colaborat cu Kurosawa și cu Masato Ide la realizarea filmului Kagemusha (1980). A lucrat apoi ca regizor asistent la ultimele filme ale lui Kurosawa și a colaborat îndeaproape la scrierea scenariilor.
După moartea lui Akira, Koizumi a fost desemnat de fiul cineastului, Hisao Kurosawa, să regizeze filmul After the Rain (1999), după ultimul scenariu al maestrului. Alegerea lui Koizumi a părut surprinzătoare din moment ce acesta nu mai regizase niciun film până atunci, dar noul regizor s-a dovedit competent, respectând îndrumările regizorale primite de la maestru în cursul carierei sale. After the Rain exprimă bucuria de a trăi și este considerat un film kurosawian prin efectele cinematografice profesioniste care amintesc de cele din filmele celebrului cineast japonez.

## Filmografie

### Regizor asistent
- 1975: Vânătorul din taiga (デルス・ウザーラ Derusu Uzara?)[6]
- 1980: Kagemusha (影武者 Kagemusha?)[7]
- 1985: Ran (乱 Ran?)[8]
- 1990: Rêves (夢 Yume?)[9]
- 1991: Rhapsodie en août (八月の狂詩曲 Hachigatsu no kyōshikyoku?)[10]
- 1993: Madadayo (まあだだよ Madadayo?)[11]

### Regizor
- 1999: Après la pluie (雨あがる Ame agaru?)[12]
- 2002: Une lettre de la montagne (阿弥陀堂だより Amidado dayori?)
- 2006: La Formule préférée du professeur (博士の愛した数式 Hakase no aishita sūshiki?)
- 2007: Best Wishes for Tomorrow (明日への遺言 Ashita e no yuigon?)
- 2014: Higurashi no ki (蜩ノ記?)

## Premii și nominalizări

### Premii
- Festivalul Internațional de Film de la Veneția din 1999:
  - Premiul CinemAwenire pentru cel mai bun film despre relația om-natură pentru After the Rain
- Festivalul Internațional de Film de la São Paulo din 1999:
  - Premiul special Mostra pentru After the Rain
- Festivalul Internațional de Film de la Portland din 2001:
  - Premiul publicului pentru cel mai bun prim film: After the Rain
- Festivalul Internațional de Film de la Fajr din 2009:
  - Premiul pentru cel mai bun regizor pentru The Professor and his Beloved Equation

### Nominalizări
- AFI Fest 1999:
  - Marele Premiu al Juriului pentru After the Rain
- Premiile Academiei Japoneze de Film din 2001:
  - Cel mai bun regizor pentru After the Rain
- Premiile Academiei Japoneze de Film din 2003:
  - Cel mai bun regizor pentru Letters from the Mountains
  - Cel mai bun scenariu pentru Letters from the Mountains

## Legături externe
- Takashi Koizumi la Internet Movie Database
- Takashi Koizumi - JMDb